# Dürüm

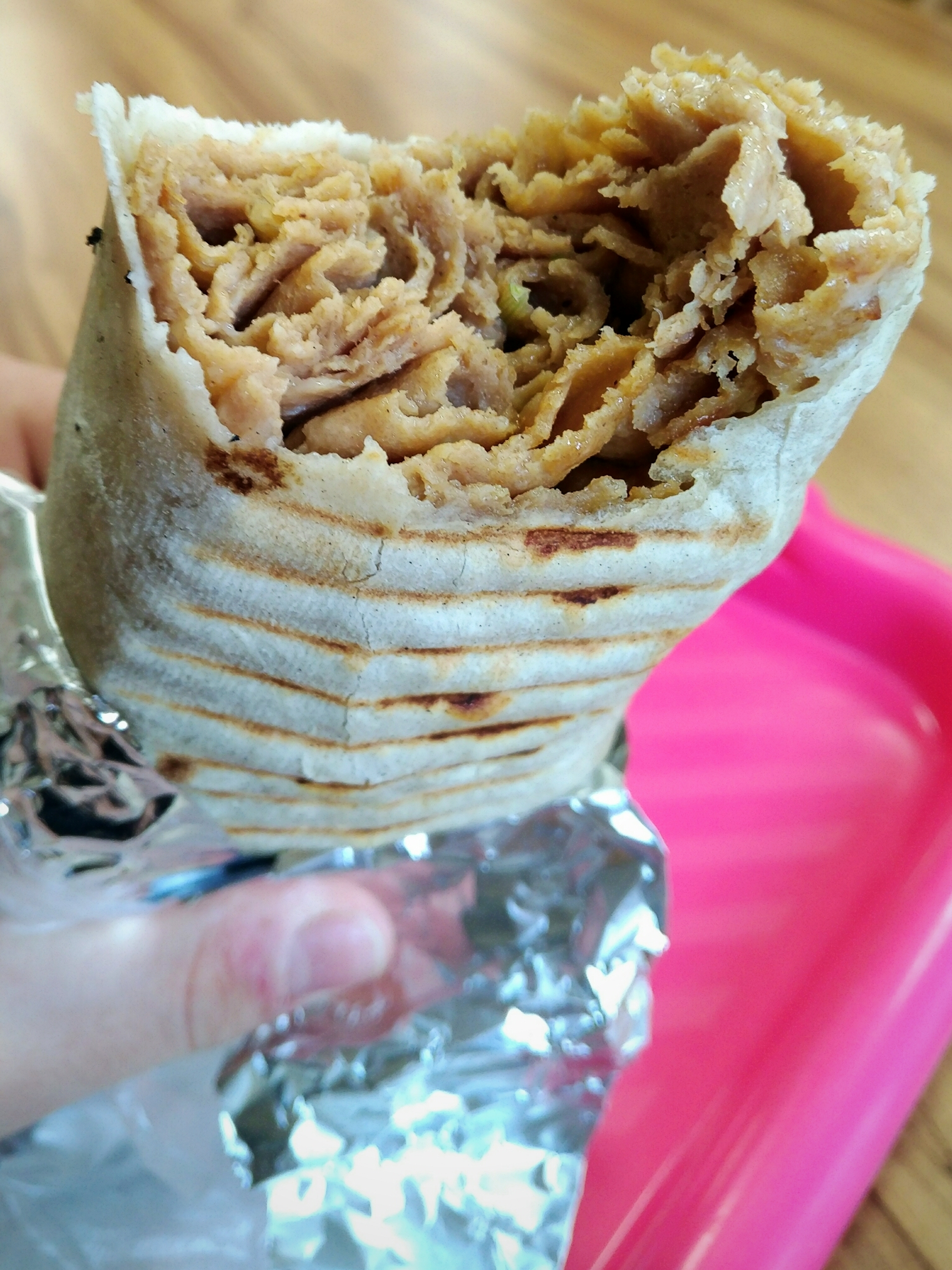
Dürüm döner con relleno

Un dürüm (turco: rollo; transcrito en español, dúrum) es un modo de presentar el döner enrollado en un pan plano, muy empleado en la cocina turca. Para su elaboración pueden emplearse dos tipos de pan plano: yufka y lavash. El yufka es un producto más bien casero y muchas veces también se usa en desayunos, con queso y otros ingredientes, como cebollín, tomate o perejil. Este último uso del yufka, tradicionalmente llamado sıkma, sokum (en el sur de Turquía) o dürüm, ha inspirado el dürüm como una forma moderna, y de una manera más práctica, de presentar el döner como comida rápida.

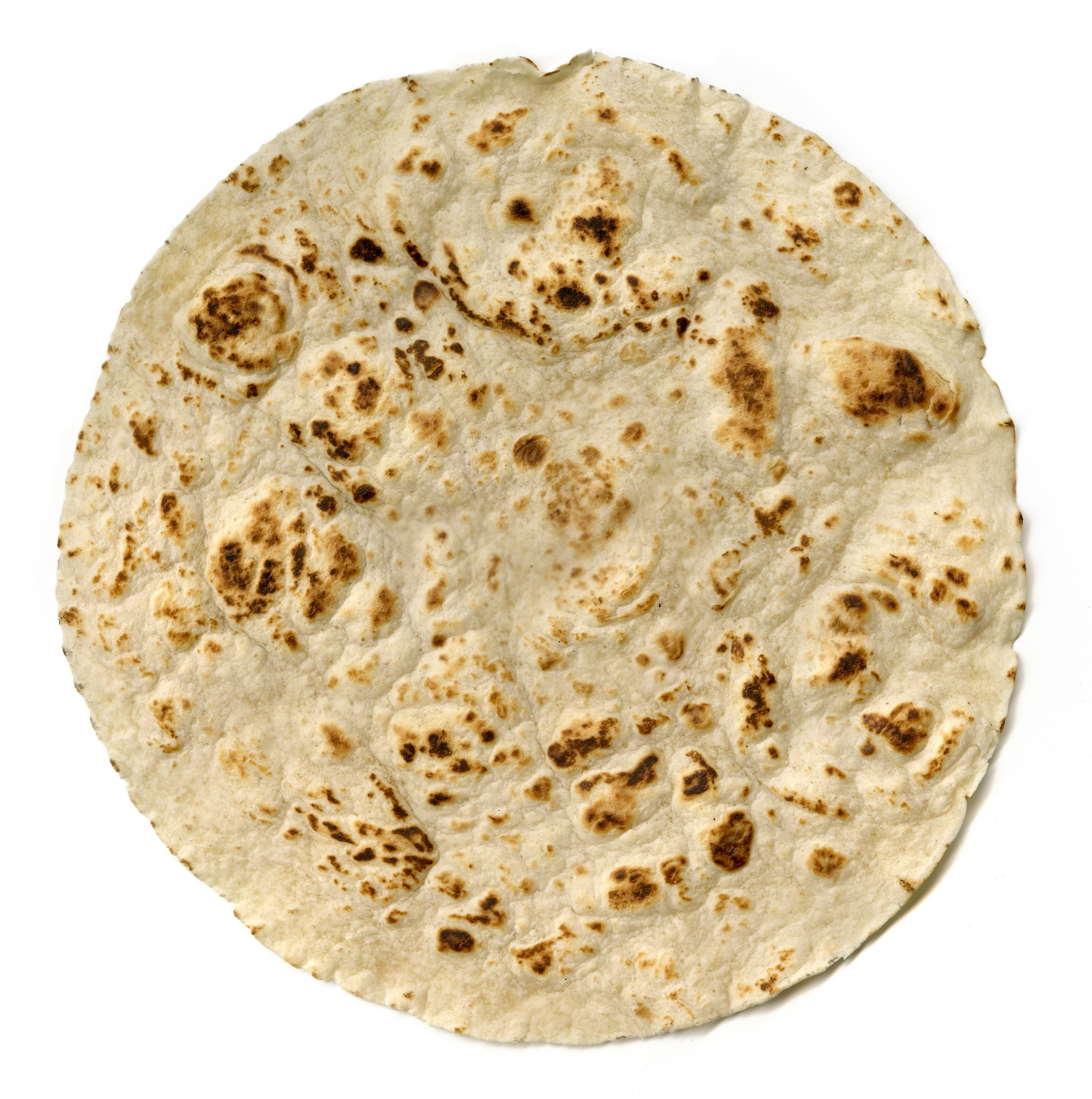
Yufka

En los quioscos típicos de döner en los países con diáspora turca se utiliza más el yufka, mientras que en Turquía el dürüm se hace, generalmente, con lavash. En Turquía tradicionalmente el döner se sirve en un plato con pide (similar al pita), pero en las últimas décadas cada vez es más común encontrarlo servido dentro de un sándwich o en forma de dürüm tanto en puestos típicos de comida rápida como en los restaurantes especializados.